# Faculdade São Leopoldo Mandic
A Faculdade de Medicina e Odontologia e Centro de Pesquisas Odontológicas São Leopoldo Mandic (SLMANDIC) , mais conhecida como Faculdade São Leopoldo Mandic, é uma Instituição de Ensino Superior privada, localizada em Campinas, São Paulo, Brasil.

## Sobre
e Credenciada pelo Ministério da Educação, a instituição oferece cursos de Graduação em Medicina e Odontologia, além dos cursos de Pós-graduação Lato Sensu e Stricto Sensu em Odontologia e Medicina.
O corpo docente é formado por mestres, doutores e pós-doutores, sendo o número de profissionais doutores superior à média nacional encontrada nas instituições de ensino superior.
Atualmente, está entre as dez melhores Instituições de Ensino Superior do Brasil e a melhor classificada na área da saúde no IGC (Índice Geral de Cursos), do Ministério da Educação nos últimos 15 anos.
A São Leopoldo Mandic também estabelece convênios com instituições nacionais e internacionais com projetos de pesquisa, visando aprimorar o conhecimento de seus alunos e docentes. Está atenta às transformações no mundo contemporâneo, empregando métodos atuais e novas tecnologias, sem abrir mão de seus valores iniciais.
O resultado obtido pela instituição é a transformação de profissionais de todo o país e uma constante contribuição social, por meio do trabalho realizado na sede em Campinas, São Paulo, e nas localidades de suas unidades, situadas nas capitais Brasília, Rio de Janeiro, Fortaleza, Belo Horizonte, São Paulo, Curitiba, Porto Alegre, Grande Vitória, além de Araras, interior de São Paulo. 